# A cappella
A cappella este o locuțiune ce face referire la o cântare sau un act muzical lipsit de acompaniament instrumental. Cuvintele provin din limba italiană, unde înseamnă literal „ca la capelă”. 